# Colville
|  | Per a altres significats, vegeu «Colville (desambiguació)». |

Colville és una població dels Estats Units i seu del comtat de Stevens a l'estat de Washington. Segons el cens del 2008 tenia 4.929 habitants.

## Demografia
Segons el cens del 2000, Colville tenia 4.988 habitants, 2.090 habitatges, i 1.262 famílies. La densitat de població era de 802,4 habitants per km².
Dels 2.090 habitatges en un 32,5% hi vivien nens de menys de 18 anys, en un 44,9% hi vivien parelles casades, en un 12% dones solteres, i en un 39,6% no eren unitats familiars. En el 35,5% dels habitatges hi vivien persones soles el 17,1% de les quals corresponia a persones de 65 anys o més que vivien soles. El nombre mitjà de persones vivint en cada habitatge era de 2,3 i el nombre mitjà de persones que vivien en cada família era de 2,98.
Per edats la població es repartia de la següent manera: un 26,8% tenia menys de 18 anys, un 8,2% entre 18 i 24, un 24,6% entre 25 i 44, un 21,9% de 45 a 60 i un 18,5% 65 anys o més.
L'edat mediana era de 39 anys. Per cada 100 dones de 18 o més anys hi havia 78,7 homes.
La renda mediana per habitatge era de 27.988 $ i la renda mediana per família de 40.466 $. Els homes tenien una renda mediana de 32.066 $ mentre que les dones 21.782 $. La renda per capita de la població era de 18.031 $. Aproximadament el 10,4% de les famílies i el 15,5% de la població estaven per davall del llindar de pobresa.

## Poblacions més properes
El següent diagrama mostra les poblacions més properes.